# Yves Pajot
Yves Pajot (La Baule-Escoublac, 20 de abril de 1952) é um velejador francês, medalhista olímpico. Ele competiu nos Jogos Olímpicos de Verão de 1972 na classe Flying Dutchman e conquistou a medalha de prata, ao lado de Marc Pajot.
Eles ganharam a prata pela primeira vez no Campeonato Mundial em Rochester em 1973, antes de conquistarem o título em Abino Bay em 1975. Yves também comandou o Marseilles Syndicate na Louis Vuitton Cup de 1987.